# Нивијано (Пјаченца)
Нивијано (итал. Niviano) је насеље у Италији у округу Пјаченца, региону Емилија-Ромања.
Према процени из 2011. у насељу је живело 1547 становника. Насеље се налази на надморској висини од 130 м.